# Henri Torrent
Pour les articles homonymes, voir Torrent.
Henri Torrent, né le 4 décembre 1922 au Boulou (Pyrénées-Orientales) et mort le 1er juin 2004 à Gassin, est un médecin, stomatologiste, documentariste et réalisateur français.

## Biographie
En 1960, Henri Torrent réalise et produit avec Miréa Alexandresco, un court-métrage intitulé Les Années folles d'une durée de 90 minutes dont 35 minutes de documents photographiques et filmographiques puisés dans les archives de Gaumont et Pathé datant des années 1920. Le film obtient un lion de St Marc à Venise en 1960.
En 1960, il devient cinéaste aux actualités Gaumont et Pathé. Il réalise pour la société Pathé, entre 1960 et 1962, plusieurs documentaires.
En 1963, il coréalise La Mémoire courte avec son épouse, Francine Premysler, un documentaire d'une durée de 1 h 35, sur l'occupation allemande de la France et la Seconde Guerre mondiale.
En 1982, il écrit un livre intitulé Des dents pour la vie.

## Filmographie
- 1960 : Les demoiselles font comme ça
- 1960 : Les Années folles
- 1961 : Messieurs les farfelus[3]

- 1961 : New York 1900
- 1961 : Quinze ans après[4]
- 1963 : La Mémoire courte
- Soixante ans de collections
- Paris stupides et records bizarres
- L’Art fou
- Vacances